# Candle
Candle is een Amerikaanse christelijke band die vooral bekend is vanwege hun Agapeland-gerelateerde kinderalbums Music Machine en Bullfrogs and Butterflies. Ze namen kinderalbums op voor de Birdwing-vestiging van Sparrow Records. Ze hebben vele prijzen gewonnen, waaronder de Dove Award. Ze zijn ook genomineerd voor een Grammy Award.

## Discografie
Geselecteerde lijst met Candle-albums
- Agapeland
- Animals and Other Things - 1982 Grammy Award genomineerd voor Best Recording for Children.
- Music Machine
- Music Machine II - Winnaar van de 1983 Dove Award voor «Children's Music Album of the Year». Genomineerd voor de 1983 Grammy Award «Best Recording for Children».
- Music Machine III
- Music Machine Club Fun Album
- Bullfrogs and Butterflies
- Bullfrogs and Butterflies II - Genomineerd voor 1985 Grammy Award voor «Beste opname voor kinderen». Winnaar van de Dove-prijs van 1985 voor «Kindermuziekalbum van het jaar».
- Bullfrogs and Butterflies III - Winnaar van de Dove-prijs van 1987 voor «Kindermuziekalbum van het jaar». Genomineerd voor de 1987 Grammy Award voor «Beste opname voor kinderen».
- Bullfrogs and Butterflies IV: I've Been Born Again - Genomineerd voor de 1989 Grammy Award voor «Beste opname voor kinderen».
- Ants'hillvania
- Ants'hillvania II: The Honeydew Adventure
- Once Upon a Christmas: The Original Story
- Sir Oliver's Song
- Nathaniel the Grublet
- On the Street